# Années 1440 av. J.-C.
Les années 1440 av. J.-C. couvrent les années de 1449 av. J.-C. à 1440 av. J.-C.

## Évènements
- Vers 1450 av. J.-C. :
  - destruction des seconds palais en Crète et apparition de l’écriture Linéaire B à  Cnossos. Fin de la période néopalatiale et début du déclin de la civilisation minoenne. La Crète est progressivement intégrée au monde mycéniens à partir de 1450 av. J.-C. tout en conservant des traits culturels spécifiques (période postpalatiale ou mycénienne)[1]. Une nouvelle identité guerrière et l’introduction de la langue grecque et de nom grecs dans l’administration et la sphère dirigeante à Cnossos est attesté dès le minoen récent II[2] (vers 1430–1400 av. J.-C.). Cnossos semble rester le principal centre artistique du monde mycénien avant 1370[3]. Les exportations crétoises se poursuivent en Égypte, mais celles de poteries de Grèce continentale augmentent significativement après la chute de Cnossos. Des envoyés Egéens sont mentionnés en Égypte.
  - Ayia Irini, à Kéa dans les Cyclades, détruite par un tremblement de terre, est aussitôt reconstruite, mais les importations de Crète cessent au profit du continent[3],[4].
  - colonie mycénienne à Chypre[5].

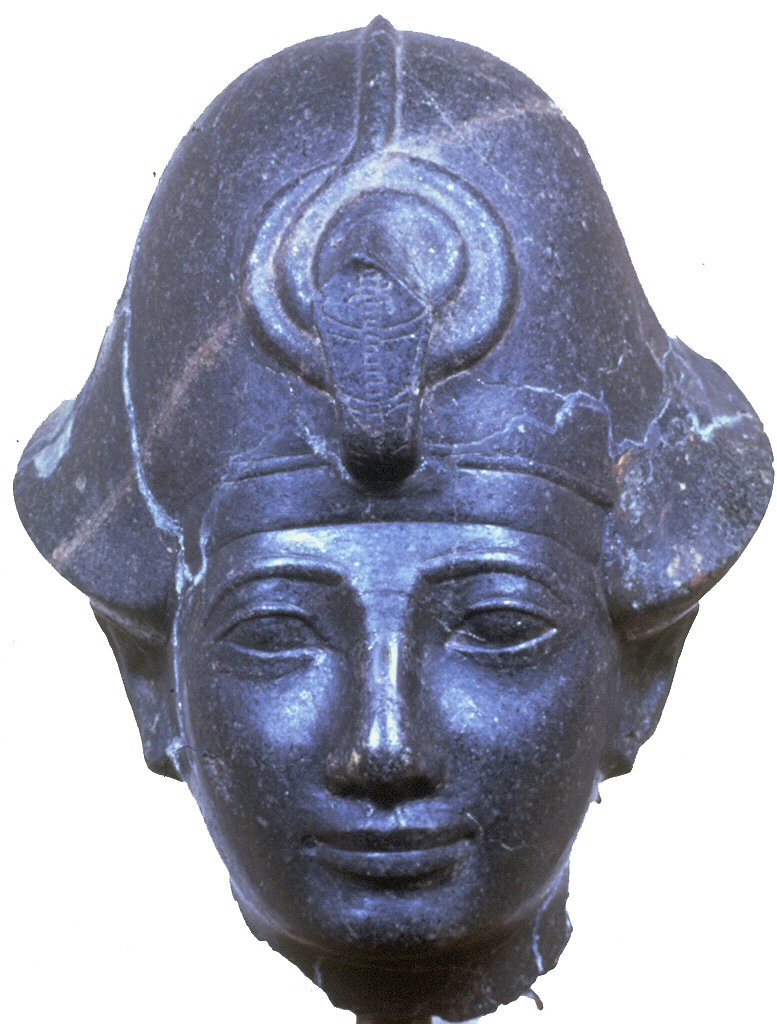
Amenhotep II coiffé du Khépresh

- 1450-1425 av. J.-C.[6] : règne de Amenhotep II (Aménophis II)[7],[8], qui épouse Ti-âa[9]. Il monte sur le trône d’Égypte à l’âge de 18 ans, à la mort de son père Thoutmôsis III. Il réprime durement le soulèvement des villes syriennes en trois campagnes (an 3, an 7 et an 9 de son règne) : exécutions massives, déportation, exécution exemplaire de chefs vaincus)[10]. Il amorce le rapprochement de l’Égypte et du Mitanni[11]. Un siècle de paix commence.
  - Le vizir Rekhmirê est maintenu dans sa charge. Amonemopet, puis Thoutmosis, lui succèdent. Kenamon, grand intendant. Ousersatet, gouverneur de Nubie[11]. Mery, puis Amenemhat, grands prêtres d’Amon.
  - Une liste de butin d’Aménophis II mentionne parmi les prisonniers pris lors de la campagne de l’an 9 de son règne des chefs Rétjénou, des Shasou (15 200) et des Apirou (3 600)[12]. Ce serait la première mention historique des Hébreux (Apirou en égyptien)[13].
- 1445/1425-1350/1330 av. J.-C. : archives du petit royaume d’Arrapha, dépendant du Mitanni, retrouvées dans le palais de Nuzi, en Mésopotamie[14]. Quelque 4000 documents nous renseignent sur les activités du roi qui relèvent essentiellement de l’administration et de la gestion de ses biens. Tout un monde de fermiers et d’artisans relevant directement du palais (les « nourris du palais ») doivent livrer au roi des redevances et du travail en quantité déterminée[11]. D’autres tablettes nous renseignent sur la vie et les problèmes des grands propriétaires dont les maisons ont été dégagées.

## Art et culture
- Introduction en Égypte du culte du dieu asiatique Baal (l’orage), souvent assimilé à Seth, attesté à Perounefer, le port de Memphis, sur la stèle de Tourah d’Amenhotep II[15]. Amenhotep II semble avoir adopté comme protecteur le dieux cananéen Reshep et le culte de la déesse orientale Astarté est attesté à Perounefer sous son règne[16].
- Aménophis II, une fois la paix assurée, continue les aménagements de Karnak. Il poursuit la construction du temple de Nekhbet et de Thoth à El Kab, de celui d’Amon à Amada   et de celui de Khnoum, Satis et Anoukis à Éléphantine.